# Maibong
Maibong (oficialmente, Maibang) es una localidad de la India situada en el distrito de Dima Hasao, en el estado de Assam. Según el censo de 2011, tiene una población de 6236 habitantes.